# Рексфорд (Канзас)
Рексфорд (англ. Rexford) — місто (англ. city) в США, в окрузі Томас штату Канзас. Населення — 197 осіб (2020).

## Географія
Рексфорд розташований за координатами 39°28′14″ пн. ш. 100°44′38″ зх. д. / 39.47056° пн. ш. 100.74389° зх. д. (39.470456, -100.743916).  За даними Бюро перепису населення США в 2010 році місто мало площу 0,67 км², уся площа — суходіл.

## Демографія
Згідно з переписом 2010 року, у місті мешкали 232 особи в 84 домогосподарствах у складі 52 родин. Густота населення становила 346 осіб/км².  Було 104 помешкання (155/км²).
Расовий склад населення:
| - 74,1 % — білих - 0,4 % — корінних американців - 0,4 % — чорних або афроамериканців - 23,3 % — осіб інших рас |

До двох чи більше рас належало 1,7 %. Частка іспаномовних становила 26,3 % від усіх жителів.
За віковим діапазоном населення розподілялося таким чином: 36,2 % — особи молодші 18 років, 49,6 % — особи у віці 18—64 років, 14,2 % — особи у віці 65 років та старші. Медіана віку мешканця становила 31,5 року. На 100 осіб жіночої статі у місті припадало 100,0 чоловіків;  на 100 жінок у віці від 18 років та старших — 89,7 чоловіків також старших 18 років.
Середній дохід на одне домашнє господарство  становив 58 812 долари США (медіана — 45 625), а середній дохід на одну сім'ю — 71 450 доларів (медіана — 56 250). За межею бідності перебувало 19,6 % осіб, у тому числі 21,7 % дітей у віці до 18 років та 32,4 % осіб у віці 65 років та старших.
Цивільне працевлаштоване населення становило 93 особи. Основні галузі зайнятості: сільське господарство, лісництво, риболовля — 28,0 %, освіта, охорона здоров'я та соціальна допомога — 15,1 %, роздрібна торгівля — 10,8 %, мистецтво, розваги та відпочинок — 9,7 %.